# 张祖桦
张祖桦（1955年12月20日—），男，江苏丹阳人，宪政学者。

## 生平
1982年毕业于南充师范学院政治系，获哲学学士学位。曾任共青团中央常委、中央国家机关团委书记、中国青年问题研究中心兼职研究员。六四事件之后，离开中央机关。1991—1992年在中国政法大学研究生院进修西方国家宪法。1993年以来，任职于民办“三和经济技术研究所”研究员，“九鼎公共事务研究所”研究员，还曾受聘四川师范学院政治法律系客座教授。主要从事政治现代化、宪政民主理论与实践、中国政治改革等方面的研究工作。是《零八宪章》的起草人之一，亦是《民主中国》网刊的主编之一。

## 著作
- 《转型期的中国：社会变迁》（主编）
- 《政治改革与制度创新——中国大陆的宪政民主道路》
- 《中国政治改革的总体目标是建立宪政民主体制》
- 《怎样在中国建立宪政民主体制》
- 《论“民主兴国”》
- 《中国国家结构改革：从单一制到联邦制》
- 《中国公民社会的兴起》